# Istachatta, Florida
Istachatta, Florida (енгл. Istachatta) насељено је место без административног статуса у америчкој савезној држави Флорида.

## Демографија
По попису из 2010. године број становника је 116, што је 51 (78,5%) становника више него 2000. године.
| Група             | 2000.      | 2010.       |
| Белци             | 59 (90,8%) | 104 (89,7%) |
| Афроамериканци    | 3 (4,6%)   | 4 (3,4%)    |
| Азијати           | 0 (0,0%)   | 1 (0,9%)    |
| Хиспаноамериканци | 2 (3,1%)   | 6 (5,2%)    |
| Укупно            | 65         | 116         |